# Égina
37°45′N 23°26′Ø / 37.750°N 23.433°Ø
Égina (andre almindelige stavemåder er Ægina eller Aigina , og navnet udtales i alle tilfælde Éjina) er en lille frugtbar græsk velhaver-ø, der ligger blandt De Saroniske Øer omkring 15 km sydvest for Athen.

## Geografi
Égina er på 85 km², med 13 552 indbyggere.
Øen har ingen lufthavn. Øens højeste punkt hedder Oros, og er 532 meter over havet.
Man kan sejle til øen via Poros, Hydra eller Piræus.
Hovedbyen/havnebyen hedder også Égina.

## Øens doriske tempel
Éginas lokale gudinde i antikken, Afaia, blev dyrket helt tilbage i mykensk tid. En myte identificerede hende med den kretensiske gudinde Britomartis, der flygtede fra Kreta ved at kaste sig i havet fra en klippe, efter at kong Minos havde antastet hende,  og reddede sig i land på Égina. Marmor-udsmykningen (nu på et museum i München) fra Afaias doriske tempel på Égina viser, at hun under påvirkning fra det nærliggende Athen var smeltet delvis sammen med Athene. Tyskere reddede udsmykningen i 1811, da de lokale bønder var i færd med at rive templet ned for at sælge marmoren til cement-produktion – til den gældende pris for kalk. 
I græsk mytologi var Aeacus konge over Égina. Han var søn af Zeus og Aigina, så øen var opkaldt efter hans mor. Da hans kongedømme blev affolket af pest, bad han til Zeus om nye undersåtter. Zeus skabte så en ny befolkning ved at forvandle myrer til mennesker. De fik navnet myrmidonere (= myrefolk), og deltog senere i den græske ekspedition til Troja, anført af Akilleus. Kong Aeacus var far til heroerne Telamon og Peleus, og dermed farfar til Akilleus. Aeacus var også gudernes yndling og så kendt for sin fromhed, at han efter sin død blev utpeget til at være en af dommerne i dødsriget Hades, sammen med Minos og Rhadamantys. 